# Kazimierz Banyś
Kazimierz Banyś (ur. 1 września 1922 w Glanowie, zm. 16 stycznia 2015 we Wrocławiu) – polski konstruktor maszyn budowlanych, profesor mechaniki, wieloletni wykładowca Politechniki Wrocławskiej i Uniwersytetu Przyrodniczego, autor licznych książek oraz podręczników, za swoją działalność odznaczony Krzyżem Kawalerskim i Oficerskim Orderu Odrodzenia Polski. Wieloletni organizator zjazdów pierwszych absolwentów Politechniki Wrocławskiej.

## Życiorys
Kazimierz Banyś urodził się w Glanowie w województwie Małopolskim jako siódme dziecko w ośmioosobowej rodzinie. Uczęszczał do Szkoły Podstawowej w Glanowie, Imbramowicach i Sosnowcu, do Gimnazjum w Olkuszu i Krakowie. Liceum Budowy Maszyn ukończył w Krakowie w 1944 r. W okresie okupacji działacz Armii Krajowej, pseudonim "Karmel". Ukończył Szkołę Oficerską i został podporucznikiem. Po wyzwoleniu 18 stycznia 1945 roku rozpoczął studia na Akademii Górniczo-Hutniczej w Krakowie. Ze względu na represjonowanie działaczy Armii Krajowej wyjechał z Krakowa na Ziemie Odzyskane i pod zmienionym nazwiskiem Kazimierz Domański sprawował funkcję wójta Gminy Jędrzejów (powiat Grodków) od maja do grudnia 1945 roku. Po dokonaniu „ujawnienia” powrócił do nazwiska rodowego i podjął studia na Wydziale Mechanicznym Politechniki Wrocławskiej. Należał do Grupy Pierwszych Słuchaczy Polskiej Politechniki Wrocławskiej w latach 1945–1950. W latach 1950–1959 główny konstruktor maszyn budowlanych we Wrocławskich Zakładach ZREMB. W latach 1959–1966 Dyrektor Techniczny w Biurze Projektowo-Konstrukcyjnym Przemysłu Maszyn Budowlanych. W latach 1966–1973 dyrektor Zakładu Badań i Doświadczeń Budownictwa. W latach 1973–1990 dyrektor Wrocławskiego Oddziału Instytutu Mechanizacji Budownictwa i Górnictwa Skalnego. Od 1990 roku dyrektor INSMASZBUD. W latach 1966–1980 wykładowca maszyn budowlanych w Instytucie Budownictwa Akademii Rolniczej (dziś: Uniwersytetu Przyrodniczego) we Wrocławiu.
W 1967 uzyskał stopień doktora nauk technicznych na Politechnice Wrocławskiej. W 1973 został mianowany docentem w Instytucie Mechanizacji Budownictwa i Górnictwa Skalnego, a w 1989 profesorem. Skonstruował ponad 60 maszyn budowlanych i dla górnictwa skalnego. Swoją działalnością w znacznym stopniu przyczynił się do rozwoju polskiego przemysłu maszyn budowlanych i mechanizacji polskiego budownictwa. Uzyskał 32 patenty, opublikował ponad 300 prac naukowych i 16 książek z dziedziny maszyn roboczych i środków transportu oraz mechanizacji budownictwa. 
Był Członkiem Rady Naukowej Instytutu Mechanizacji Budownictwa i Górnictwa Skalnego w Warszawie w latach 1973–1990, a także członkiem Rady Naukowej Wydziału Budownictwa i Melioracji Wodnych Akademii Rolniczej we Wrocławiu (1966–1980) oraz członkiem Sekcji Ekonomiki, Organizacji i Mechanizacji Budownictwa Polskiej Akademii Nauk (1972-1990). W latach 1984–2010 pełnił funkcję Przewodniczącego Naukowej Sekcji Maszyn Roboczych i Transportu Bliskiego Stowarzyszenia Inżynierów i Techników Mechaników Polskich. W latach 2003–2010 Prezes Ogólnopolskiej Naukowej Sekcji Maszyn Roboczych Ciężkich i Transportu Bliskiego Zarządu Głównego SIMP. W latach 2000–2010 Przewodniczący Kapituły Konkursów i Nagród Naczelnej Organizacji Technicznej. Z żoną Haliną - lekarzem weterynarii - miał dwóch synów oraz troje wnucząt. Brat Mariana Banysia, chirurga, stryj Stanisława Witka, profesora chemii.

## Wybrane publikacje
- Koncepcja przemysłowej produkcji siatek zbrojeniowych w Polsce, red. K. Banyś et al., Warszawa 1974
- Mechanizacja produkcji i transportu masy betonowej, Warszawa 1977, wyd. Instytut Mechanizacji Budownictwa
- Maszynoznawstwo w prefabrykacji budowlanej, Wydawnictwa Szkolne i Pedagogiczne 1976
- Mechanizacja produkcji i transportu mieszanki betonowej - wczoraj i dziś, Warszawa 2012, wyd. Instytut Mechanizacji Budownictwa i Górnictwa Skalnego[10]
- Technologia produkcji zbrojeń konstrukcji żelbetowych, Warszawa 1988, wyd. Instytut Mechanizacji Budownictwa i Górnictwa Skalnego
- Agregaty grzewcze w budownictwie rolniczym, Wrocław 1988, wyd. Akademia Rolnicza we Wrocławiu
- Księga pamiątkowa pierwszych słuchaczy Politechniki Wrocławskiej roku inauguracyjnego 1945, red. K. Banyś et al., Wrocław 1985
- Księga Pamiątkowa Zjazdu w 2010 roku Absolwentów Pierwszego Rocznika Politechniki Wrocławskiej z Okazji 65-lecia Politechniki Wrocławskiej i 100-lecia Uczelni Technicznych we Wrocławiu, Wrocław 2010, wyd. Oficyna Wydawnicza Politechniki Wrocławskiej
- Historia Wydziału Hutniczego Politechniki Wrocławskiej, Wrocław 2004[11]
- Z Glanowa do Wrocławia, Wrocław 1997[12]

## Odznaczenia i wyróżnienia
- Krzyż Kawalerski i Oficerski Orderu Odrodzenia Polski[6][13]
- Odznaka „Zasłużony dla Wynalazczości i Racjonalizacji” (1987)
- Odznaka im. prof. Henryka Mierzejewskiego (1990)
- Złota Odznaka Honorowa Stowarzyszenia Inżynierów i Techników Mechaników Polskich (SIMP)
- Złota Odznaka Zasłużony dla Instytutu Mechanizacji Budownictwa i Górnictwa Skalnego (2011)[14]
- Tytuł honorowy Generalnego Dyrektora Górnictwa
- Krzyż Partyzancki (1974)[6]
- Medal Zwycięstwa i Wolności 1945 (1974)
- Krzyż Armii Krajowej (1994)[6]
- Diamentowa Odznaka Honorowa Naczelnej Organizacji Technicznej (2010)